# Dharmiska religioner
Dharmiska religioner, gemensamt namn på de religioner och andliga läror som huvudsakligen är av indiskt ursprung. Hit räknas bland annat hinduismen, buddhism, jainism, sikhism och ayyavazhi. De är, förenklat, uppbyggda kring begreppet dharma i betydelsen "lag", "plikt" eller "fastlagd lära", och delar in jordens religioner i abrahamitiska, taoistiska och dharminska. Syftet är således att särskilja religioner med ursprung i Indien från andra religioner. Problemet är att sådana indelningar sällan är heltäckande och ömsesidigt uteslutningsbara.
Ordet dharma (sanskrit) eller dhamma (pali) förekommer i de flesta filosofier och religioner av indiskt ursprung. Begreppet är gammalt och förekommer redan i veda-texterna (1000-1500 f.Kr.) Det är svårt att ge en kortfattad definition av dharma. Ordet har en lång och skiftande historia och en komplex uppsättning betydelser och tolkningar. Vissa västerlänningar och orientalister har föreslagit ett antal möjliga översättningar: allt från "rättvisa" till "religion". I buddhismen är dharma läran om de fyra ädla sanningarna och den åttafaldiga vägen. men dessa definitioner har utvecklats utifrån de traditioner som tillhör den västerländska kulturen.
"Dharma" härstammar från ordet roten dhri, vilket helt enkelt betyder "sätt att vara". Begreppet ska förstås i sin ursprungliga, metafysiska sammanhang, nämligen i överensstämmelse med en gudomlig eller kreativ princip i arbetet, inom en individ, och i naturen. enskilt och i naturen. Den representerar individens inre lag, som måste åtlydas om individen vill leva i enlighet med en gudomlig vilja. Detta är vad troende hinduer som tillhör olika indiska religioner anser vara det primära syftet med livet. Detta förklarar varför begreppet "rättvisa" finns med bland de många moderna definitionerna av ordet dharma.

## Utbyte med abrahamitiska religioner
Rötterna till dharmiska religioner och abrahamitiska trossystem kan vara mer än 6.000 år gamla. Eventuella förbindelser mellan indoariska traditioner och hebreiska kultur kan gå tillbaka till Abraham själv. Mitanni, ett rike som fanns där Syrien och delar av Irak ligger idag, kan ha haft en minoritet av indoarier i de styrande klasserna. Likheter när det gäller namn har fått forskare att dra denna slutsats.  Man har pekat på att orden "Abraham" (israeliternas förfader inom judendomen) och "Brahma" (världens skapare inom hinduismen) liknar varandra. De inskrifter som återfunnits vid utgrävningar i det gamla Mitanni har avslöjat avtal som ingåtts med hänvisning till vediska gudar som Mitra och Varuna, vilket möjligen indikerar att den indoariska vediska religionen föregick de abrahamitiska religionerna i Främre Orieneten. Fler direkta förbindelser skulle ha följt när Judéen blev en del av Persiska riket, där Zoroastrism var den dominerande tron.
Spekulativa författare har hävdat att Jesus besökte Indien och lärde sig mycket om andliga frågor där från buddhistiska och hinduiska munkar innan han återvände till Gallileen. Det finns en passage i Bhavishya Purana som hänvisar till en man som hette Issa från Mellanöstern som har använts för att stödja denna teori. Å andra sidan finns det fler källor som hävdar att Jesus studerade hos grupper som Terapeuterna i sin ungdom.